# Wolfgang Schmiedt
Wolfgang Schmiedt (* 11. März 1959 in Schlema) ist ein deutscher Jazzgitarrist und Musikproduzent.

## Leben und Wirken
Schmiedt wurde als Sohn eines Pastors geboren (sein Bruder ist der Pianist und Produzent Henning Schmiedt) und studierte von 1981 bis 1985 Gitarre an der Hochschule für Musik „Hanns Eisler“ Berlin. Dann arbeitete er mit der Gruppe College und  mit Pascal von Wroblewsky, auf deren Album Swinging Pool (1986) er zu hören ist. Ein Schwerpunkt seines musikalischen Schaffens liegt seit 1987 bei der Gruppe Choral-Concert mit Karl Scharnweber und Thomas Klemm, die zunächst Kirchenlieder mit Jazzimprovisationen verknüpfte; später weiterte sich das Konzept (Jazzfassung von Mussorgskis Bilder einer Ausstellung). Gemeinsam mit Jörg Huke legte er zwei Alben vor und rief das Dance-Projekt Princess Troublemaker ins Leben. Auf dem Album 4 Gitars Solo & Live trat Schmiedt (beeinflusst von Bill Frisell) als Solist hervor. Als Komponist, Produzent und Regisseur schuf er mediale Großraumprojekte wie Hafensinfonie (die er mehrfach in Warnemünde zur Aufführung brachte) LichtKlangNacht oder Bernsteinsinfonie. Auch brachte er die Rockoper Tommy ins Volkstheater Rostock. Mit Dirk Zöllner bildet er die Rostock Cowboys.
1992 gründete er das Label KlangRäume, bei dem mehr als 70 Tonträger zwischen Jazz, Klassischer Musik und Weltmusik veröffentlicht wurden, u. a. mit Mikis Theodorakis, Lauren Newton oder John Tchicai. 1994/1995 hatte er eine Gastprofessur und leitete die Abteilung Popularmusik an der Hochschule für Musik „Hanns Eisler“ Berlin. 2004/2005 hatte er eine Vertretungsprofessur an der Hochschule für Musik und Theater Rostock, wo er den Bereich Pop/World Music aufbaute.
Schmiedt spielt seit 2017 im Kollektiv N, einem Ensemble, in dem hauptsächlich Musiker spielen, die einen Bezug zu Norddeutschland haben. Zu der Gruppe gehören u. a. auch Theo Jörgensmann, Willi Kellers, Heinz-Erich Gödecke und Akira Andō.

## Preise und Auszeichnungen
- 1988 2. Preis bei der European Jazz Competition der Leverkusener Jazztage
- 1989 Mit dem East Berlin Guest Orchestra Preisträger beim internationalen Jazz-Wettbewerb von Belgien
- 2003 Förderpreis Kultur des Ministerpräsidenten des Landes Mecklenburg-Vorpommern für sein Björk-Projekt
- 2023 Kulturpreis der Hansestadt Rostock für seine Verdienste um das Musik- und Kulturleben in Rostock

## Diskographische Hinweise
- Wolfgang Schmiedt / Jörg Huke XXX-000 – Musik zu einem imaginären Film (Amiga, 1989)
- Choral-Concert Improvisation – Meditation (1990)
- Inner Visuals Songs of Berlin (mit Jörg Huke, 1992)
- Choral-Concert Verleih uns Frieden gnädiglich (1996)
- Fun Horns & ChoralConcert Bach Weihnachtsoratorium / Chorals and Sounds (2002)

## Lexikalische Einträge
- Wolf Kampmann (Hrsg.), unter Mitarbeit von Ekkehard Jost: Reclams Jazzlexikon. Reclam, Stuttgart 2003, ISBN 3-15-010528-5.